# Władysław Kuboszek
Władysław Kuboszek ps. „Bogusław”, „Kuba”, „Lubosz”, „Bober”, „Cześ”, „Rogosz”, „Robak"”, „Kościelny” (ur. 12 października 1912 w Wiśle Małej, zm. 28 sierpnia 1944 w KL Auschwitz-Birkenau) – porucznik piechoty Wojska Polskiego.

## Życiorys
Był synem Ludwika Kuboszka (1873–1947) i Marii z domu Brandys (1879–1950). Był siostrzeńcem księży Pawła i Jana Brandysów. Jego babcia od strony ojca natomiast pochodziła z patriotycznej rodziny Wrzołów z Zabrzega.
Uczęszczał do Seminarium Nauczycielskiego w Pszczynie, a potem do gimnazjum w Cieszynie. Po zdaniu matury rozpoczął studia prawnicze na Uniwersytecie Poznańskim. W tym czasie odbył również służbę wojskową w 4 pułku strzelców podhalańskich w Cieszynie. Po ukończeniu studiów podjął pracę w Banku Rolnym w Katowicach, potem w kopalni „Wujek” w Katowicach. Latem 1939 r. Kuboszek, jako oficer rezerwy, otrzymał powołanie do wojska. Po zakończeniu kampanii wrześniowej wrócił do rodzinnego domu w Wiśle Małej.
Działalność konspiracyjną rozpoczął już w pierwszych miesiącach okupacji. W październiku lub listopadzie 1939 r. skontaktował się z komendantem Służby Zwycięstwu Polski (SZP) i założycielem Polskiej Organizacji Powstańczej (POP) Józefem Korolem, który wówczas przebywał w Goczałkowicach. Po zaprzysiężeniu do SZP Kuboszkowi powierzono misję tworzenia struktury tej organizacji w powiecie rybnickim. Od listopada 1939 r. Kuboszek rozpoczął podporządkowywanie pod swoje rozkazy sieci komórek dywersji pozafrontowej i opanowywanie powierzonego mu terenu. Wkrótce Kuboszek podporządkował pod swoje rozkazy konspirację powiatu pszczyńskiego pod dowództwem Jana Roericha. W pierwszym kwartale 1940 r. zwierzchnictwo Kuboszka uznały rybnickie jednostki Polskiej Organizacji Powstańczej (POP), którymi dowodził Stanisław Wolny, a także tworzone struktury rybnickiego ZWZ Stanisława Sobika. Najpóźniej podporządkowywany został obwód wodzisławski Organizacji Orła Białego (OOB) kpt. Jana Jackowskiego, który uznał zwierzchność Kuboszka dopiero w czerwcu 1940 r.
W czerwcu 1940 r., w związku z podziałem terytorialnym Śląska na inspektoraty, Kuboszek został mianowany inspektorem rybnickim ZWZ. W skład inspektoratu wchodziły początkowo powiaty rybnicki i pszczyński. W 1940 r. objął komendę również nad powiatami Racibórz i Koźle, a w 1942 r. na terenach powiatu cieszyńskiego i Zaolzia.
Aresztowany 9 lutego 1944 r. w Zbytkowie koło Strumienia, został przewieziony najpierw do więzienia w Mysłowicach, a następnie do niemieckiego obozu koncentracyjnego Auschwitz-Birkenau, gdzie zginął 28 sierpnia 1944 r. Pośmiertnie awansowany do stopnia porucznika czasu wojny.